# Strumpfia
Genre
Strumpfia est un genre de plantes de la famille des Rubiaceae. C'est un genre  monospécifique dont la seule espèce connue est Strumpfia maritima, qui est endémique des Antilles. C'est un buisson sempervirent que l'on trouve dans des habitats côtiers et qui excède rarement 1 m de haut.
Strumpfia a été nommé par Nicolaus Jacquin en 1760 dans son ouvrage Enumeratio Systematis Plantarum,. Ce genre doit son nom à Christopher Strumpf, professeur de chimie et de botanique à Hall, à Magdebourg, et éditeur du Genera Plantarum de Carl von Linné.

## Liste d'espèces
Selon Catalogue of Life (2 novembre 2015) :
- Strumpfia maritima Jacq.

Selon GRIN (2 novembre 2015) :
- Strumpfia maritima Jacq.

Selon ITIS (2 novembre 2015) :
- Strumpfia maritima Jacq.

Selon World Checklist of Selected Plant Families (WCSP) (2 novembre 2015) :
- Strumpfia maritima Jacq. (1760)

Selon NCBI (2 novembre 2015) :
- Strumpfia maritima

Selon The Plant List (2 novembre 2015) :
- Strumpfia maritima Jacq.

Selon Tropicos (2 novembre 2015) :
- Strumpfia maritima Jacq.

Selon World Register of Marine Species (2 novembre 2015) :
- Strumpfia maritima Jacquin, 1760